# Shadow of Doubt – Schatten eines Zweifels
Shadow of Doubt – Schatten eines Zweifels ist ein US-amerikanischer Thriller aus dem Jahr 1998. Der Film wurde in Los Angeles gedreht.

## Handlung
Die aus einem reichen Hause stammende, in Los Angeles ansässige Jana hat einen schlechten Ruf. Sie wird ermordet. Als Täter wird der Musiker Bobby Medina verdächtigt. Der Staatsanwalt Jack Campioni klagt Medina an, die ehrgeizige Anwältin Kitt Devereux wird als Verteidigerin engagiert. Devereux war früher mit Campioni verheiratet.
Devereux kommt dahinter, dass Medina als Sündenbock herhalten soll. Sie sucht den wahren Täter. Ihre Karriere und ihr Leben werden dadurch gefährdet.

## Kritiken
Dragan Antulov schrieb am 31. Mai 2004 auf rec.arts.movies.reviews, der Film sei nicht besonders spannend. Die Autoren hätten den Versuch unternommen, das Drehbuch durch perverse Sexualität und Charaktere der korrupten Politiker origineller zu gestalten, was aber nicht gelungen sei.
Die Redaktion der Fernsehzeitschrift Prisma lobte die Besetzung des Thrillers, kritisierte aber die Handlung.